# Momagebergte
Het Momagebergte (russisch: Момский хребет, Momski chrebet) ligt in het noordoosten van Rusland. 
Ten noorden en ten zuiden van de Noordpoolcirkel in het midden van Oost-Siberië grenst het hooggebergte als deel van het Oost-Siberisch Bergland in het noorden aan het Oost-Siberisch Laagland. In het noordoosten gaat het via het Kolymadal over in het Joekagierenplateau. In het zuiden en het westen grenst het aan het Tsjerskigebergte. 
Het bijna 350 kilometer lange hooggebergte verloopt parallel met het aan het westelijk aangrenzende Tsjerskigebergte. Het reikt tot 2533 meter hoog en ligt in het stroomgebied van de Indigirka en de Kolyma, die beiden in de Noordelijke IJszee uitmonden.